# موريل تومسون
موريل تومسون (بالإنجليزية: Muriel Thomson)‏ هي لاعبة غولف بريطانية، ولدت في 12 ديسمبر 1954 في أبردين في المملكة المتحدة.